# 1956年メルボルンオリンピックのチリ選手団
1956年メルボルンオリンピックのチリ選手団（1956ねんメルボルンオリンピックのチリせんしゅだん）は、1956年11月22日から12月8日にかけてオーストラリアのメルボルンで開催された1956年メルボルンオリンピックのチリ選手団、およびその競技結果。

## 概要
今大会は銀メダル2個、銅メダル2個の合計4個のメダルを獲得した。

## メダル
| メダル | 選手名                 | 競技 | 種目       |
| ------ | ---------------------- | ---- | ---------- |
| 銀     | マルレーネ・アーレンス | 陸上 | 女子やり投 |